# Paul-Clemen-Museum
Das Paul-Clemen-Museum ist das 2013 eröffnete kunsthistorische Museum der Universität Bonn.

## Geschichte
Die Einrichtung ist nach dem Kunsthistoriker Paul Clemen benannt, der bereits 1902 mit dem systematischen Aufbau der Sammlung begann. Hierzu wurde 1916 eigens eine Skulpturenhalle eröffnet. Bis 1944 waren etwa 600 Gipsabgüsse aus Mittelalter, Renaissance und Moderne zu Lehrzwecken zusammengetragen worden. Jedoch wurde die Halle im Oktober 1944 durch einen Bombenangriff zerstört. Restbestände der Sammlung wurden in den 1950er Jahren in den Räumen des Kunsthistorischen Instituts eingelagert.
1987 begann Heijo Klein mit der wissenschaftlichen Aufarbeitung der nach dem Weltkrieg noch verbliebenen Objekte. Die Stücke wurden 1989 in der Ausstellung „Ein-Blick in die Abguss-Sammlung des Kunsthistorischen Instituts“ erstmals wieder öffentlich gezeigt. Mit Unterstützung des Stadtmuseums Siegburg war dann die Wiedereinrichtung einer Skulpturenhalle möglich. Im Jahr 1993 eröffnete Heijo Klein die Dauerausstellung mit 50 Exponaten im Foyer des Instituts.
Mit der Berufung von Harald Wolter-von dem Knesebeck im Jahr 2008 begann der systematische Aufbau des Museums. Am 7. November 2013 wurde das Paul-Clemen-Museum offiziell eröffnet.
Heute zeigt das Museum neben ca. 300 Gipsabgüsse in der Dauerausstellung regelmäßige Sonder- und Wechselausstellungen.